# پ زد ال-۲۳ کاراش
پ زد ال-۲۳ کاراش (به لهستانی: PZL.23_Karaś) یک هواگرد از نوع بمب‌افکن سبک و هواپیمای شناسایی ساخت شرکت Państwowe Zakłady Lotnicze است. هواگرد پی‌زدال. ۲۳ کاراس نخستین پروازش را در ۱ آوریل ۱۹۳۴ میلادی انجام داد. این هواگرد در سال ۱۹۳۶ میلادی رسماً معرفی گردید و در سال‌های ۱۹۳۶–۱۹۳۸ تولید شده است. در مجموع، تعداد ۲۵۰ فروند از این هواگرد ساخته شده است.

## کاربران

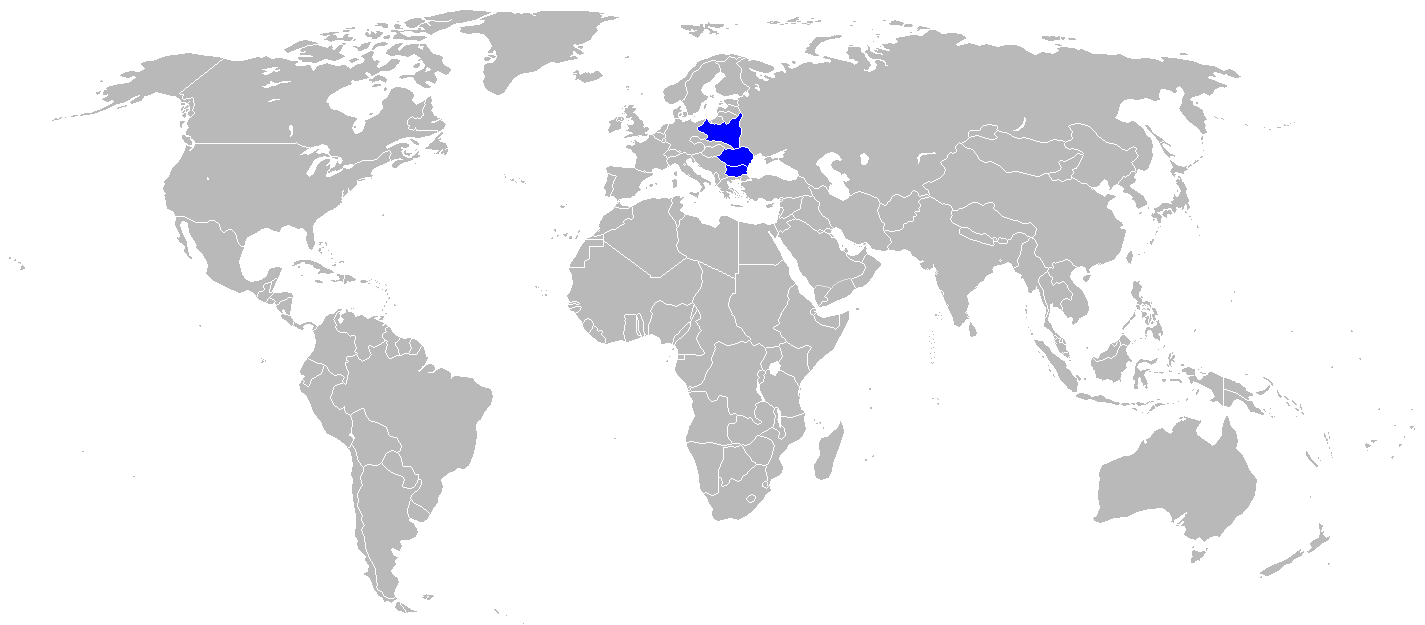
نقشه کاربران پ‌زدال-۲۳.

لهستان
- نیروی هوایی لهستان

 رومانی
- نیروی هوایی سلطنتی رومانی[۱]

 بلغارستان
- نیروی هوایی بلغارستان[۲]